# Dendryphantes hewitti
Dendryphantes hewitti är en spindelart som beskrevs av Roger de Lessert 1925. Dendryphantes hewitti ingår i släktet Dendryphantes och familjen hoppspindlar. Inga underarter finns listade i Catalogue of Life.